# Pindoba
Pindoba là một đô thị ở bang Alagoas, Brasil. Dân số năm 2004 ước tính là 2.504 người.